# Michael Wittmann
Michael Wittmann, nemški častnik Waffen-SS in tankovski as, * 22. april 1914, Vogelthal pri Oberpfalzu, Nemčija, † 8. avgust 1944, Cintheaux Gaumesnil pri Caenu, Francija.
SS-Hauptsturmführer Wittmann velja za enega izmed najuspešnejših tankovskih asov v vojni zgodovini (skupaj s Bölterjem, Barkmannom, Cariusom in Knisplom, ki je bil najuspešnejši tankovski as vojne s 168 uničenimi tanki), saj je v svoji karieri uničil 141 tankov in 132 protitankovskih topov; čeprav so nekateri uničili več tankov, ga za najboljšega štejejo zaradi razmerja med časom aktivne službe in številom uničenih tankov. 
Wittmann je najbolj poznan po izvedeni zasedi 13. junija 1944 med bitko za Villers-Bocage, ko je samostojno (s težkim tankom Panzerkampfwagen VI Tiger) uničil do 14 tankov, 15 oklepnih transporterjev in 2 protitankovska topova iz sestave britanske 7. oklepne divizije; vse skupaj v 15 minutah.
Do danes še niso popolnoma razjasnjene okoliščine Wittmannove smrti in sicer, kdo dejansko je povzročil njegovo smrt. Za najverjetnejšega kandidata velja Trooper Joe Ekins, strelec v tanku Sherman Firefly iz sestave 1. bataljona Northamptonshire Yeomanry. V zadnjih letih pa Wittmannovo smrt nekateri pripisujejo pripadnikom kanadskega Polka sherbrooških fusilirjev.

## Življenjepis

### Otroštvo in zgodnja kariera
Michael Wittmann se je rodil 22. aprila 1914 v vasi Vogelthal v bavarski regiji Oberpfalz. Bil je drugi sin kmeta Johanna Wittmanna in njegove žene Ursule, v rimskokatoliški družini je bilo pet otrok, poleg Michaela še en brat in tri sestre. Leta 1930 je končal srednjo šolo in se pridružil očetu na kmetiji.
1. februarja 1934 je vstopil v Prostovoljno delavno službo, predhodnico Državne delavske službe (RAD), kjer je ostal šest mesecev. 30. oktobra istega leta se je pridružil Wehrmachtu, da bi odslužil obvezni vojaški rok, dodeljen je bil 10. četi 19. pehotnemu polku, ki je bil garniziran v Freisingu (pri Münchnu). Wehrmacht, kjer je dosegel čin Gefreiterja (poddesetnika), je zapustil 30. septembra 1936. Oktobra 1936 je našel delo kot železniški delavec v Reichtertshofnu in se 1. oktobra pridružil še Allgemeine-SS. 1. aprila 1937 je bil izbran za pripadnika SS-Verfugungstruppe in bil 5. aprila istega leta dodeljen 1. četi 92. Standarte Leibstandarte-SS Adolf Hitler (LSSAH), pri čemer je dobil čin SS-Mann (vojak). Istega leta je prejel usposabljanje za voznika oklepnega izvidniškega vozila Sd.Kfz. 222, nato pa še za Sd.Kfz. 232; izkazal se je za izvrstnega voznika, tako da je bil dodeljen mehaniziranim enotam, in sicer 17. (tankovsko-izvidniški) četi LSSAH. Poleti 1938 je bila četa reorganizirana v vod, v sestavi katerega je sodeloval pri anšlusu Avstrije in Sudetov.

### Druga svetovna vojna

#### Poljska, Francija in Grčija
Prvo bojno izkušnjo je doživel septembra 1939 med poljsko kampanjo, katere se je udeležil kot poveljnik Sd.Kfz. 232. Oktobra istega leta pa je bil dodeljen 5. tankovsko-izvidniški četi LSSAH (5. Panzerspähkompanie), ki je izvajala urjenje za jurišne topove. Februarja 1940 je bil premeščen v novoustanovljeno SS-jurišno baterijo (SS-Sturm-Batterie), ki je bila opremljena s Sturmgeschutz III. V sestavi te enote se je udeležil bitke za Francijo; takrat je že bil poveljnik samovoznega (jurišnega) topa Sturmgeschütz III Ausf. A. Grška kampanja, t. i. Operacija Marita, se je pričela 6. aprila 1941. Leibstandarte SS Adolf Hitler (LSSAH) je zavzela Atene, grško prestolnico, in je predstavljala, skupaj s 9. tankovsko divizijo, konico nemškega napada, ki je prodrl preko grške pokrajine. Wittmann je med kampanjo bil poveljnik celega voda jurišnih topov. Po treh tednih kampanje je Tretji rajh (z omejeno pomočjo Kraljevine Italije) premagal Grčijo. S pričetkom okupacije njegova enota ni bila več potrebna v Grčiji in je bila poslana na bivšo Češkoslovaško na preoblikovanje.

#### Vzhodna fronta
SS-Untersturmführer Wittmann, poveljnik voda v 13.(s)/SS-Pz.Rgt. 1 LSSAH, je sam uničil 56 tankov v obdobju med julijem 1943 in 7. januarjem 1944, med drugim tudi več KVI, KVII, General "Sherman", ostali so bili T-34. Med prodorom ruske tankovske brigade 8. januarjam 1944 blizu Šerepkega je on in njegov vod uspel zaustaviti napad, pri čemer je sam uničil 3 T-34 in en jurišni top. 9. januarja je uničil nadaljnjih 6 T-34 med napadom sovražnikovih tankov in tako povišal število uničenih tankov na 66. Še enkrat je dokazal izjemen pogum v srečanju in uničenju ruskega tankovskega napada.

Podpisan Wisch, SS-Oberführer in divizijski poveljnik
Počitek ni bil dolgotrajen, saj je bila Wittmannova enota 11. junija 1941, skupaj s celotno LSSAH, poslana na vzhodno fronto, da se udeleži napada na Sovjetsko zvezo. LSSAH je sodelovala v napadu proti jugu Sovjetske zveze. Že 12. julija 1941 je bil Wittmann odlikovan z železnim križcem II. razreda za uničenje več sovjetskih tankov. Kljub rani, ki jo je dobil nekaj kasneje, je ostal v enoti. 8. septembra 1941 je prejel še železni križec I. razreda, kmalu zatem pa še tankovsko jurišno značko in bil povišan v SS-Oberscharführerja. 
5. junija 1942 je bil zaradi izjemnega služenja sprejet v SS-Junkerschule Bad Tölz; usposabljanje je končal 5. septembra istega leta in bil poslan v SS-tankovskošolski in nadomestni odred (SS-Panzerausbildungs und Ersatz-Abteilung). Tu je bil 21. decembra 1942 povišan v SS-Untersturmführerja.
Kot novopovišani SS-Untersturmführer se je Wittmann 24. decembra 1942 vrnil na vzhodno fronto, tokrat kot poveljnik tanka Panzer III Ausf. L/M v sestavi 13. čete LSSAH. Zgodaj pomladi 1943 je postal poveljnik Tigra I in 5. julija 1943 je pričel bojno kariero poveljnika tanka Tiger I med bitko pri Kursku. Že prvi dan bitke je uničil 2 protitankovska topova in 13 tankov T-34. 7. in 8. julija je uničil dva T-34, dva SU-122 in tri T-60/70. 12. julija je uničil osem sovjetskih tankov, tri protioklepne topove in eno topovsko baterijo. in samo 21. novembra 1943 je uničil 13 tankov T-34. V sklopu celotne bitke je uničil 30 tankov in 28 topov. Med julijem 1943 in 7. januarjem 1944 je uničil 56 tankov. Že 9. januarja istega leta se je spisek povečal na 66 uničenih tankov in 13. januarja na 88 tankov. 
29. julija 1943 je bila celotna LSSAH poslana v severno Italijo na počitek in popolnitev, avgusta istega leta je bila Wittmannova 13. četa preoblikovana in razširjena v schwere SS-Panzer-Abteilung 101 (sSSPzABt. 101). Zaradi kapitulacije Italije 8. septembra istega leta je LSSAH sodelovala pri razorožitvi italijanskih oboroženih sil kot tudi v bojih proti italijanskim in slovenskim partizanom v severni Italiji in slovenskem Primorju.
Ko se je oktobra 1943 pričela sovjetska jesenska ofenziva, se je LSSAH vrnila nazaj na vzhodno fronto, 11. oktobra je Wittmann s svojo enoto prispel v ukrajinski Berdičev. S tem se je pričela njegova tretja in hkrati zadnja tura dolžnosti na vzhodni fronti. 13. oktobra istega leta je Wittmann uničil 20 tankov T-34, 23 pehotnih in protioklepnih topov. 21. novembra je bil ponovno ranjen: tokrat ga je rafal sovjetskega vojak zadel v brado. Konec decembra istega leta, med boji za Berdičev, je postal poveljnik čete, 2. januarja 1944 je tako imel pod poveljstvom 12 tankov Tiger I.
Zaradi zaslug med bitko za Šerepki, ki je potekala med 7. in 10. januarjem 1944, ko je Wittmann uničil več tankov, ga je 10. januarja divizijski poveljnik SS-Oberführer Wisch predlagal za prejetje viteškega križca železnega križca, slednjega je prejel 14. januarja. Istočasno je isto odlikovanje prejel še njegov strelec, Balthasar Woll. Wittmann pa vmes ni spal na lovorikah, ampak je v bojih 12. in 13. januarja uničil še nadaljnjih 16 tankov T-34 in tri protitankovske topove. 20. januarja je bil povišan v SS-Obersturmführerja in že 30. januarja istega leta je prejel hrastove liste k viteškemu križcu železnega križca, v tem času je zabeležil uničenje med 114 in 117 sovražnikovih tankov in večjega števila drugih oklepnih vozil.
Med 29. februarjem in 2. marcem 1944 je bil večji del enote poslan v Mons (Belgijo), v tem času je Wittmann postal poveljnik 2. čete sSSPzAbt 101, saj je bil dotedanji poveljnik (Heinz Kling) hospitaliziran. V njegovi zadnji bitki na vzhodni fronti, za Čerkaski žep, je zabeležil še devet zmag. Na podlagi svojih izkušenj na vzhodni fronti je Wittmann dejal, da so bili sovjetski protitankovski topovi težji nasprotniki kot tanki in posledično tudi bolj prestižni cilji. V tem času je bil Wittmann že deležen nacionalne pozornosti, predvsem po zaslugi vojaške propagande. Maja 1944 se je Wittmann po daljši propagandni turneji po Nemčiji vrnil v sestavo sSSPzAbt 101, ki je bila v tem času nastanjena na področju Lisieuxa v Normandiji.

#### Normandija
Aprila 1944 je bila četa Tigrov znotraj LSSAH premeščena pod Schwere SS-Panzer-Abteilung 101. Wittmann je postal poveljnik 2. čete sSSPzAbt. 101 s činom SS-Obersturmführer. Po zavezniški invaziji na Normandijo je bil odred 7. junija poslan iz Beauvaisa v Normandijo; tja je sSSPzAbt. 101 prispel šele 12. junija. 
Zaradi britansko-ameriškega napredovanja iz obal Gold in Omaha je nemška 352. pehotna divizija pričela izgubljati obrambne položaje, po njenem umiku je v nemških obrambnih položajih nastala vrzel dolga okoli 10 km pri Caumont-l'Éventéju. Sepp Dietrich je ukazal svoji edini rezervni enoti, Schwere SS-Panzer-Abteilung 101, da se premakne na položaje za Panzer-Lehr-Division in 12. SS-tankovsko divizijo »Hitlerjugend« in tako zavaruje njun odprt levi bok. Ker so se Nemci zavedali, da bodo Britanci poskušali zavzeti vzpetine pri Villers-Bocagu, so Wittmannovo četo premestili bliže naselju.
Britanska 7. oklepna divizija je dobila ukaz, da izkoristi vrzel v nemških položajih in zavzame Villers-Bocage in bližnji greben (z oznako Točka 213). Britancem je uspelo zjutraj 13. junija zavzeti naselje in greben. Wittmannova četa je v tem času imela le pet tankov, pri čemer sta bila dva poškodovana. Bil je presenečen, ko je odkril Britance na področju Villers-Bocaga veliko prej, kot jih je tam sam pričakoval. Pozneje je dejal: 
Nisem imel časa, da bi zbral mojo četo; tako sem moral reagirati hitro, saj sem predvideval, da me je sovražnik opazil in da me bo uničil, kjer sem se nahajal. Odpravil sem se z enim tankom in izdal ukaz, da se drugi ne smejo umakniti niti za en korak, ampak naj branijo položaje.
Ob okoli 09:00 je Wittmannov Tiger zapustil položaj in zapeljal na Route Nationale 175, na kateri je napadel britanske tanke v zaledju Točke 213 in jih uničil. Wittmann se je nato odpravil proti Villers-Bocagu, kjer je napadel več transportnih vozil, ki so bila parkirana ob cesti; vozila so zgorela, potem ko jih je Wittmann prerešetal z mitralješkimi rafali in topovskimi izstrelki. Posledično je napredoval proti vzhodu naselja, kjer se je spopadel z več lahkimi tanki, katerim so sledili srednji tanki. Ker so bili obveščeni o Wittmannovih predhodnih dejanjih, so se lahki tanki umaknili iz sredine naselja, medtem ko so se britanski srednji tanki pripravili na spopad z Wittmannom. Wittmann se je medtem spopadel še z enim britanskim tankom, dvema artilerijskima opazovalnima tankoma, izvidniškim avtomobilom in poltovornjakom. Kaj se je zgodilo od tu naprej, pa ni popolnoma jasno dokumentirano. Po raziskovanju zgodovinarjev se je Wittmann po uničenju opazovalnih tankov neuspešno spopadel s tankom Sherman Firefly, nato pa se je umaknil. Wittmannov Tiger pa je nato nadaljeval pot proti vzhodu, kjer ga je na obrobju vasi onesposobil protitankovski top. Wittmann pa je po bitki dejal, da je bil njegov tank zadet že v središču naselja in ne šele na obrobju.
V manj kot 15 minutah je Schwere SS-Panzer-Abteilung 101 uničil 13 oz. 14 tankov, 2 protitankovska topova in 13-15 transportnih vozil; večino od teh je uničil Wittmann. Kljub zadetku njihovega tanka je celotna posadka uspešno zapustila tank in nato peš dosegla nemške položaje, oddaljene 7 km, pri Orboisu. Wittmann se tako pozneje ni mogel udeležil nadaljnjih bojev za Villers-Bocage, ki so potekali še isti in nato še naslednji dan. 
Zgodovinar Wolfgang Schneider dvomi o Wittmannovi taktični zmožnosti rekoč, da »sposoben poveljnik tankovske čete ne bi storil toliko resnih napak«. Schneider tudi kritizira Wittmannovo razporeditev njegovih sil pred bitko, pri čemer je razporedil Tigre I v poglobljeno cesto, pri čemer je bil na začetku kolone tank s problemi z motorjem, ki je resno oviral mobilnost celotne enote in je predstavljal veliko nevarnost, da blokira celotno kolono. Največji problem pa Schneider vidi v Wittmannovi odločitvi, da sam napreduje v Villers-Bocage. Kljub temu, da priznava Wittmannov velik pogum, pa opozarja, da je bila njegova akcija »v nasprotju z vsemi pravili«, saj ni zbral obveščevalnih podatkov, ni koncentriral sile, ni izvedel ogleda, ... Schneider tudi meni, da je zaradi Wittmannove akcije prišlo do tega, da »je večina 2. čete in Mobiusova 1. četa naletela na organizirano sovražnikovo obrambo«. Nadalje označi Wittmannov »brezskrbni« napad na naselje, ki so ga zasedali Britanci za »popolno norost« in da »ni bilo potrebe po taki naglici«. Prav tako predvideva, da če bi Wittmann pripravil pravi, organizirani napad s celotno lastno četo in podporo 1. čete, bi napad prinesel večje rezultate. Svoj pogled pa zaključi s prepričanjem, da je »taka nepreudarjenost Wittmanna stala njegovo življenje 9. avgusta 1944, pri Gaumesnilu, med napadom, ki ga je brezskrbno izvedel na odprtem terenu z ogroženim bokom«.
Za svoje dosežke med bitko je bil Wittmann povišan v SS-Hauptsturmführerja (stotnika) in bil odlikovan z meči k viteškemu križcu železnega križca. 22. junija mu je SS-Obergruppenführer Sepp Dietrich izročil odlikovanje, nato pa se je 25. junija srečal še s Hitlerjem v Berchtesgadnu, ki mu je čestital za zadnje dosežke. Med kratkim počitkom v zaledju so Wittmannu ponudili mesto tankovskega inštruktorja na Tankovski šoli v Paderbornu; slednji je to zavrnil in se vrnil nazaj v sSSPzAbt. 101. 10. julija je Wittmann prevzel poveljstvo sSSPzAbt. 101, saj je bil predhodni poveljnik (SS-Obersturmbannführer Heinz von Westernhagen) huje poškodovan v bojih. V začetku avgusta je Wittmann v pismu domačim zapisal:
... danes vsak SS mož ve,... da so stvari doma, če ne hujše, pa nič boljše kot za nas na fronti. Mi imamo možnost počitka med težkimi dnevi bojevanja; toda domovina mora delati vsak dan, pri čemer ne more počivati več zaporednih dni.... O četi se bo še večkrat govorilo... Nadaljevala bo po svojih najboljših močeh, vse dokler ne bo zmaga naša.

### Smrt
SS-Sturmmann Rudolf Hirschel (radijski operater)
SS-Unterscharführer Henrich Reimers (voznik)
SS-Unterscharführer Karl Wagner (opazovalec)
SS-Sturmmann Günther Weber (polnilec)
SS-Haupsturmfuhrer Michael Wittmann (poveljnik)

Wittmann je 8. avgusta 1944 padel v boju, medtem ko je sodeloval v protinapadu, katerega je ukazal Kurt Meyer iz 12. SS-tankovske divizije; cilj protinapada je bil zavzetje taktično pomembne vzpetine pri naselju Saint-Aignan-de-Cramesnil. Naselje in bližnjo vzpetino so nekaj ur prej zavzele angleško-kanadske vojaške enote med operacijo Totalize. V tem času je bil namreč sSSPzAbt. 101 dodeljen 12. SS-tankovski diviziji; iz ostankov je Meyer uspel zbrati bojno skupino v moči 60 vozil. Zavezniki pa so za operacijo Totalize zbrali okoli 600 tankov. Wittmann se je odločil, da sodeluje v napadu, ker je menil, da je izbrani poveljnik čete, (SS-Hauptsturmführer Franz Heurich je bil prav takrat imenovan za novega poveljnika 3. čete sSSPzAbt. 101), ki bi moral voditi tankovski napad, premalo izkušen.
Skupina sedmih tankov Tiger I iz sestave sSSPzAbt. 101, s podporo nekaj drugih srednjih tankov, je padla v zasedo tankov iz sestave britanskega Eskadrona A 1. bataljona Northamptonshire Yeomanry, eskadrona A Polka sherbrooških fusilirjev in eskadrona B 144. polka Kraljevega oklepnega korpusa.
Njegova smrt je bila prvotno pripisana tanku Sherman Firefly iz sestave 3. tropa eskadrona A 1. bataljona Northamptonshire Yeomanry in s posadko: vodnik Gordon (poveljnik), Trooper Joe Ekins (strelec); tank je bil skrit v gozdu Delle de la Roque na desnem boku nemškega napada. Ob okoli 12:47 je Ekins sprožil strel, ki je zadel Wittmannov tank na zgornjem trupu; izstrelek je prebil oklep in zadel Tigrovo skladišče streliva, ki se je pozneje vnelo in eksplodiralo. Več Nemcev je tako ob 12:55 videlo Wittmannov tank še cel, a nepremičen. Nastala eksplozija je odtrgala kupolo tanka, ki je odletela več metrov stran in istočasno ubila celotno posadko Tigra.

#### Zavržene trditve
Bil je bojevnik v vsakem pogledu, živel in dihal je akcijo.

SS-Obergruppenführer Josef Dietrich
V času smrti je bil Wittmann poznan med nemškim prebivalstvom, medtem ko zanj večina zavezniških vojakov ni nikoli slišala.
Leta 1985 je izšla številka 48 revije After the Battle Magazine, v kateri je bil objavljen članek Les Taylorja, ki je bil pripadnik 1. bataljona Northamptonshire Yeomanry; v članku je Taylor zapisal, da je Joe Ekins odgovoren za Wittmannovo smrt.
Pripadniki iz vrst 1. (poljske) oklepne divizije, 4. (kanadske) oklepne divizije, 144. polka Kraljevega oklepnega korpusa in iz 2. taktične zračne sile RAF so tudi trdili, da so bili prav oni odgovorni za njegovo smrt. V knjigi No Holding Back avtorja Briana Reida, ki opisuje operacijo Totalize, je avtor njihovo trditve dokazal za netočne. Reid je med pregledom vojnih dnevnikov ugotovil, da sta bili obe oklepni diviziji oddaljeni preveč severno od kraja Wittmannove smrti, da bi lahko njuni pripadniki sodelovali v tem boju. Tudi 114. polk je bil oddaljen preveč stran od dotičnega bojišča. Prav tako je zavrgel teorijo glede lovskih bombnikov, ki so jo navedli nemški vojni poročevalci kot uraden vzrok Wittmannove smrti. Reid je tako dokazal, da med bitko letala niso sodelovala in uničila tankov. Tudi nemški vojaki, ki so se udeležili napada (Alfred Bahlo, Hans Dollinger, Hans Höflinger in doktor Wolfgang Rabe) in zavezniški vojaki (stotnik Boardman, Trooper Ekins in major Radley-Walters) so vsi zavrnili kakršnekoli letalske napade in da so bili napadajoči tanki Tiger podvrženi le tankovski zasedi.

#### Najnovejša teorija
Potem, ko je Reid zavrnil številne teorije razen Ekinsonove, je predlagal še najnovejšo teorijo, kdo je odgovoren za Wittmannovo smrt. Odkril je, da je bil eskadron A iz Polka sherbrooških fusilirjev (iz sestave 2. (kanadske) oklepne brigade), kateremu je poveljeval major Sydney Radley-Walters, na področju chateauja v Gaumesnilu. Eskadron se je nahajal južno od Hriba 112 in je bil razporejen vzporedno z gozdom Delle de la Roque, kjer je bil Ekinsov tank; opremljen je bil z več Sherman III in dvema Sherman VC, katerih tankisti so v zidove grajskega obzidja izstrelili luknje, skozi katere so lahko streljali na napadajoče tanke pod Wittmannovim poveljstvom. Po pričevanjih kanadskih tankistov so tako streljali na več tankov (tudi Tigre) in samovoznih topov, ki so se peljali po glavni cesti in polju proti Hribu 112.
Reid nadalje trdi, da bi razdalja, s katere je streljal Ekins, povzročila, da bi streljal čez Wittmannov tank, medtem ko so bili kanadski tankisti na pravi razdalji in tako najverjetneje odgovorni za Wittmanovo smrt. Zaradi sprememb v površini ozemlja (iz polja med vojno v današnje sadovnjake) je tako težko ugotoviti natančen položaj Ekinsonovega tanka v začetku spopada, ter še težje določiti položaj tanka, ki je uničil Wittmannov tank. Reid na podlagi merjenj tako predvideva, da je bila Ekinsonova enota oddaljena med 1.000 in 1.200 m, medtem ko so bili Kanadčani oddaljeni le 500 m. Najnovejša merjenja pa predvidevajo, da so bili Kanadčani oddaljeni manj kot 150 jardov od Wittmannovega tanka, pri čemer se kot izstrelka ujema s strelskimi linami v grajskem obzidju.
Ken Tout, ki se je tudi udeležil operacije Totalize kot pripadnik eskadrona C iz 1. bataljona Northamptonshire Yeomanry, je po vojni izdal poročilo o bitki, pri čemer je njegovo smrt pripisal lastni enoti. Med raziskovanjem za novo knjigo pa se je pogovarjal tudi s kanadskimi veterani, tako da v zadnji knjigi ni več pripisoval Wittmannove smrti lastni enoti, ampak je sledil Reidovim ugotovitvam. Ugotovitev, kdo točno si lahko pripiše uničenje Wittmannovega tanka, nikoli ne bo znana, saj so nemški tanki zapeljali v navzkrižni ogenj dveh zavezniških tankovskih enot, ki so istočasno streljali na napredujoče tanke.

### Pokop
Wittmanna in njegovo posadko so blizu kraja smrti pokopali lokalni prebivalci. V letih 1981-82 je lokalni raziskovalec Jean Paul Pallud odkril lokacijo njihovega groba v Gaumesnilu, pri glavni cesti Caen-Falaise. 
Nemška komisija za vojne grobove je leta 1983 s pomočjo veteranov sSSPzAbt. 101 oz. avtorja knjige Panzers in Normandy – Then and Now odkopala neoznačen grob Wittmannove posadke. V grobu so našli štiri trupla, pri čemer so Wittmanna pozitivno identificirali na podlagi njegove zobne proteze, ki jo je dobil po sovjetskemu strelu v brado. Pozitivno so prepoznali še njegovega voznika Reimersa (na podlagi identifikacijske ploščice), medtem ko za preostali dve trupli niso mogli določiti identitete. Posledično so opravili prekop posmrtnih ostankov, pri čemer so celotno posadko pokopali v skupni grob, ki se nahaja na Nemškem vojaškem pokopališču La Cambe v Franciji.

### Zasebno življenje
1. marca 1944 se je Wittmann poročil s Hildegard (rojeno Burmester), pri čemer je bila njegova poročna priča njegov strelec Balthazar Woll, prav tako nosilec viteškega križca železnega križca. Poročila sta se v Lünebergu, kjer se je Wittmann istega dne vpisal v Zlato knjigo meščanov. Hildegard ga je nato spremljala na njegovi propagandni turneji po Nemčiji ter z njim nato odpotovala tudi v Belgijo in nazadnje v Francijo; nastanila se je v Châteauju Elbeuf.

## Pregled vojaške kariere

### Povzetek kariere
Udeležil se je bojev na Poljskem, v Grčiji, Sovjetski zvezi in v Franciji. Najvišje prejeto odlikovanje je bilo viteški križec železnega križca s hrastovimi listi in meči. Uničil je 141 sovražnikovih tankov in 132 protitankovskih topov, večino na vzhodni fronti.

### Napredovanja
| Država      | Čin                 | Datum             |
| ----------- | ------------------- | ----------------- |
| Tretji rajh | SS-Anwärter         | 1. november 1936  |
| Tretji rajh | SS-Mann             | 1. april 1937     |
| Tretji rajh | SS-Sturmmann        | 11. november 1937 |
| Tretji rajh | SS-Unterscharführer | 20. april 1939    |
| Tretji rajh | SS-Oberscharführer  | 9. november 1941  |
| Tretji rajh | SS-Untersturmführer | 21. december 1942 |
| Tretji rajh | SS-Obersturmführer  | 30. januar 1944   |
| Tretji rajh | SS-Hauptsturmführer | 21. junij 1944    |

### Odlikovanja
| Država      | Odlikovanje                                             | Datum podelitve   | Opombe |
| ----------- | ------------------------------------------------------- | ----------------- | --- |
| Tretji rajh | Spominska medalja za anšlus                             | 13. marec 1938    | |
| Tretji rajh | Spominska medalja za Sudete                             | 1. oktober 1938   | |
| Tretji rajh | Medalja za zimski boj na vzhodni fronti 1941/42         | avgust 1942       | |
| Tretji rajh | Ranjeniška značka v črnem                               | 20. avgust 1941   | |
| Tretji rajh | Tankovska značka v srebru                               | 21. november 1941 | za uničenih 25 tankov |
| Tretji rajh | Železni križec II. razreda                              | 12. julij 1941    | |
| Tretji rajh | Železni križec I. razreda                               | 8. september 1941 | |
| Tretji rajh | Totenkopfring der SS                                    |                   | |
| Tretji rajh | Ehrendegen des Reichsführers-SS                         |                   | |
| Tretji rajh | SS odlikovanje za dolgoletno službo                     |                   | |
| Tretji rajh | viteški križ železnega križa                            | 14. januar 1943   | za zaustavitev sovjetskega napada pri Šerepku |
| Tretji rajh | viteški križ železnega križa s hrastovimi listi         | 30. januar 1944   | 380. prejemnik; za uničenje več kot 60 sovražnikov tankov v manj kot mesecu dni                                                                    |
| Tretji rajh | viteški križ železnega križa s hrastovimi listi in meči | 22. junij 1944    | 71. prejemnik; za izkazan osebni pogum med bitko za Villars-Bocage ter za uničenje 138 sovražnikovih tankov in 132 protitankovskih topov           |
| Tretji rajh | Poročilo Wehrmachta                                     | 13. januar 1944   | »SS-Untersturmführer Wittmann iz SS-tankovske divizije je 9. januarja na vzhodni fronti s svojim tankom Tiger uničil svojega 66. sovražnega tanka« |
| Bolgarija   | Vojaški križec reda za hrabrost 2. razreda              | avgust 1941       | |